# Гергели
Гергели (укр. Гергели) — село,
Полузорский сельский совет,
Новосанжарский район,
Полтавская область,
Украина.
Население по данным 1987 года составляло 60 человек.
Село ликвидировано в 1995 году.

## Географическое положение
Село Гергели находится на правом берегу реки Полузерка,
выше по течению на расстоянии в 0,5 км расположено село Грекопавловка,
ниже по течению на расстоянии в 1,5 км расположено село Шпортки,
на противоположном берегу — село Дмитренки.
По селу протекает пересыхающий ручей с запрудой.

## История
- 1995 — село ликвидировано[1].